# Pietro Accolti

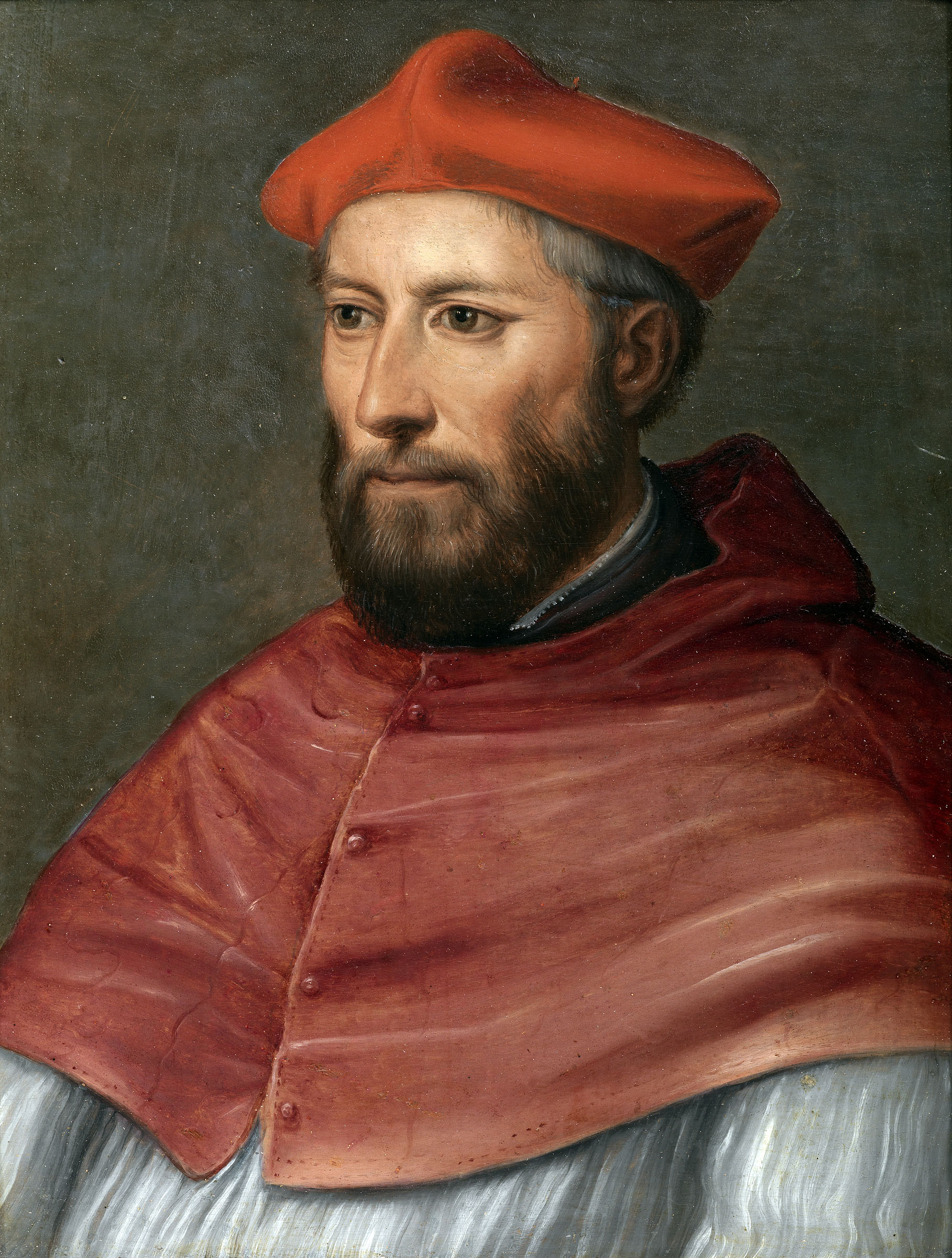

Pietro Accolti, född den 15 mars 1455 i Florens, död den 11 december 1532 i Rom, var en italiensk kardinal. Han var son till Benedetto Accolti den äldre, bror till Bernardo Accolti och farbror till Benedetto Accolti den yngre.
Accolti avfattade den beryktade bullan mot Martin Luther 1520.